# Ricardo García Cervantes
Ricardo Francisco García Cervantes (Torreón, Coahuila; 4 de octubre de 1954) es un político mexicano, miembro del Partido Acción Nacional. Ha sido diputado federal, senador y embajador.

## Carrera
Es abogado egresado de la Universidad Autónoma de Coahuila. Inició su carrera política como Regidor en el Ayuntamiento de Torreón en 1985,fue Secretario General del Partido en Coahuila, de 1985 a 1987. Posteriormente, es miembro del Comité Ejecutivo Nacional a partir de 1993 hasta la fecha y, desde 1988, es consejero Nacional del Partido. En los ámbitos administrativo y legislativo ha encabezado diversas funciones públicas: primero, se desempeñó como Décimo Regidor del Ayuntamiento de Torreón, Coahuila; más tarde, en el mandato del primer gobernador panista de Baja California, Ernesto Ruffo Appel, colaboró como Asesor Jurídico y Subsecretario “A” de Gobierno, cargo en el que destacó por su atinada coordinación en las tareas política y administrativa. Fue elegido diputado federal a la LIII Legislatura de 1985 a 1988, nombrado subsecretario de Gobierno de Baja California de 1989 a 1991, en 1994 fue nuevamente electo diputado federal por el principio de representación proporcional a la LVI Legislatura en la que fue coordinador de la bancada del PAN, Senador de la República a la LVII Legislatura en 1999 fue candidato a Presidente del PAN pero fue derrotado por Luis Felipe Bravo Mena.
Por tercera ocasión electo diputado federal, de nueva cuenta por el principio de representación proporcional, a la LVIII Legislatura (2000-2003). Presidió la Cámara de Diputados durante el primer año de ejercicio y le correspondió responder al VI Informe de Gobierno de Ernesto Zedillo y presidir la sesión de Congreso General para la transición del Poder Ejecutivo Federal el 1 de diciembre de 2000, invistiendo a Vicente Fox con la banda presidencial.
En 2002 fue nombrado Embajador de México en Costa Rica y dejó este cargo en 2005 cuando fue designado Subsecretario de Gobernación. En 2006 es electo Senador por el principio de representación proporcional para el periodo de 2006 a 2012.
Presidió la Comisión de Estudios Legislativos y formó parte de las comisiones de Gobernación, de Justicia y de Relaciones Exteriores. De diciembre de 2006 a octubre de 2008 fue presidente de la Comisión de Relaciones Exteriores, América del Norte.Asimismo se desempenó como secretario del Comité Directivo del Instituto de Investigaciones Legislativas Belisario Domínguez del Senado. 
En actividades académicas se ha desempeñado como director de la Fundación Humanismo Político A.C.(2005) y presidente de la Fundación Rafael Preciado A.C. (1994-1997). Igualmente, formó parte del cuerpo directivo y académico de la Universidad Panamericana y de la Universidad Iberoamericana Torreón.
En el sector privado ha laborado en el despacho García Izaguirre-García Cervantes en Torreón, Coahuila; en la compañía “Cigarrera La Moderna” y como director en la empresa Sistemas de Identificación y Control en Baja California. 
Ha sido articulista de los periódicos El Sol de México y La Crónica, así como de las revistas Etcétera y Voz y Voto, entre otros.
En la actualidad participa como integrante del Consejo Mexicano de Asuntos Internacionales A.C. (COMEXI) y desde 2006 a la fecha funge como vicepresidente del Foro Interparlamentario de las Américas (FIPA) para América del Norte, en representación del Congreso Mexicano. 
También es presidente y socio fundador de la Asociación Ex-Parlamentarios Mexicanos, A.C. (1997).
El 5 de diciembre de 2012 fue nombrado subprocurador de Derechos Humanos, Prevención del Delito y Servicios a la Comunidad de la Procuraduría General de la República en el gobierno priista de Enrique Peña Nieto, permaneciendo en el cargo hasta su renuncia el 27 de mayo de 2014.